# Mothocya taurica
Mothocya taurica är en kräftdjursart som först beskrevs av Voldemar Czerniavsky 1868.  Mothocya taurica ingår i släktet Mothocya och familjen Cymothoidae. Inga underarter finns listade i Catalogue of Life.